# Marcel Hoehn
Marcel Hoehn (* 1947 in Zürich) ist ein Schweizer Filmproduzent. 

## Leben
Nach der Handelsmatura 1967 war Marcel Hoehn von 1968 bis 1972 Präsident des Zürcher Mittelschulfilmclubs. Ab 1969 sammelte er berufliche Erfahrung als Regieassistent, Aufnahme- und Produktionsleiter. 1976 gründete er die T&C Film AG in Zürich und war seither als deren Geschäftsführer für die Produktion zahlreicher Spiel-, Dokumentar- und Werbefilme verantwortlich. Er war Mitglied der Eidgenössischen Filmkommission (–2012), ist Vize-Präsident von Suissimage und Mitglied der Schweizer und der Europäischen Filmakademie.

## Produzierte Filme (Auswahl)
- 1978: Die Schweizermacher
- 1982: Worte kommen meist zu spät (Hécate, maîtresse de la nuit)
- 1984: Der Kuß der Tosca (Il bacio di Tosca)
- 1987: Der Lauf der Dinge (Kurzfilm)
- 1995: Das geschriebene Gesicht (The Written Face, Dokumentarfilm)
- 1999: Beresina oder Die letzten Tage der Schweiz
- 2001: Stille Liebe
- 2006: Jeune Homme (auch Drehbuch)
- 2008: Happy New Year
- 2009: Giulias Verschwinden
- 2012: Nachtlärm
- 2013: Stärke 6
- 2016: The Chinese Lives of Uli Sigg

## Auszeichnungen
- 1999: Zürcher Filmpreis[5]
- 2011: Schweizer Filmpreis (Ehrenpreis)
- 2016: Goldenes Auge (Zurich Film Festival)[6]